# William Maurice
William Maurice var en pirat som blev avrättad genom hängning, dragning och fyrdelning på order av Henrik III av England år 1241. Han ska ha varit den förste som utsattes för denna behandling.